# Vesles-et-Caumont
 Vesles-et-Caumont  là một xã ở tỉnh Aisne, vùng Hauts-de-France thuộc miền bắc nước Pháp.